# Чарльз Плотт
Чарльз Реймонд Плотт (нар. 8 липня 1938) — американський економіст, професор економіки та політології в Каліфорнійському технологічному інституті імені Едварда С. Харкнесс, директор лабораторії експериментальної економіки і політичних наук, піонер в галузі експериментальної економіки. Його дослідження спрямовані на основні принципи виконання процесу і використання цих принципів у розробці нових, децентралізованих процесів для розв'язання складних проблем. Плотт вніс великий внесок у розвиток і застосуванні лабораторних експериментів методології у галузі економіки та політології.

## Освіта
Плотт здобув освіту в Університеті Вірджинії та у Державному університеті Оклахоми.

## Книги
Плотт є автором численних наукових книг і публікацій. Вибір:
- Розподілу обмежених ресурсів: Експериментальна економіка і проблема розподілу аеропорту слотів, DM Grether, Р. Марк Ісаака, і CR Плотта,. Обсяг в серії підземних Класика в економіці, К. Ерроу, Дж Хекманом, П. Pechman, Т. Сарджент, Р. Солоу, редакторів. Boulder, CO: Westview Press, 1989.
- Дизайнерські Ринки: Лабораторні експериментальні методи в економіці, том 4, номер 1, 1994, економічної теорії. Чарльз Плот, запрошеним редактором.
- Економіка громадського сектора, політичні процеси і політичні Додатки. Збірник матеріалів з експериментальному обґрунтуванню економіки і політичних наук, Volume One. Челтнем, Велика Британія: Едвард Елгар видавнича (2001).
- Ринкових інститутів і цін Discovery. Збірник матеріалів з експериментальному обґрунтуванню економіки і політичних наук, том другий. Челтнем, Велика Британія: Едвард Елгар видавнича (2001).
- Інформація, фінансів і загальної рівноваги. Збірник матеріалів з експериментальному обґрунтуванню економіки і політичних наук, третього тому. Челтнем, Велика Британія: Едвард Елгар видавнича (2001).
- Довідник експериментальних економічних результатів, Том 1. Під редакцією CR Плотта і В. Л. Сміт, Elsevier Північна Голландія видання (2008)

## Патенти
1. Розважальні Прилади та ігор, включаючи засоби для електронної обробки даних, де кінцевий результат гри залежить від відносної шанси на комбінації карт та / або там, де шанс фактор

## Основні твори
- «Експериментальні методи в економічній теорії: засіб для регулярного дослідження» (Experimental Methods in Political Economy: A Tool for Regulatory Research, 1981);
- «Психологія та економічна теорія» (Psychology and Economics, 1987).